# Herminia delicata
Herminia delicata là một loài bướm đêm trong họ Noctuidae.